# Ласька вежа (Кам'янець-Подільська фортеця)
Ла́ська (Ля́ська, Ля́цька) ве́жа, інші назви — Кораб арцибіскупський, Бі́ла — фортечна вежа Старого замку у місті Кам'янець-Подільський.

## Назва

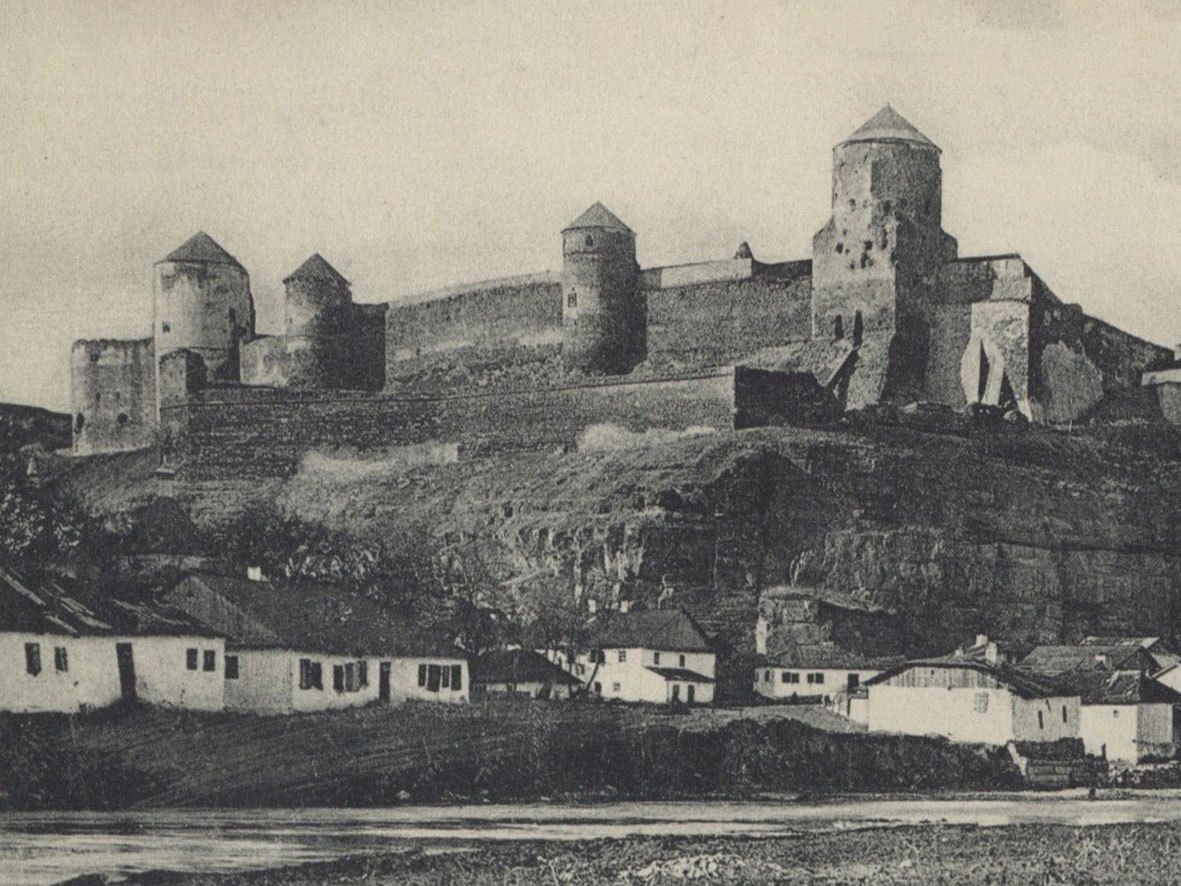
Зліва направо: Нова Західна, Ляцька, Тенчинська, Ковпак і Папська вежі

В описі замку 1544 року вежа зазначена як «пол. Laszka albo Korab arcybiskupi» в пам'ять про гнезненського архієпископа Яна Ласького, на чиї кошти її модернізували.
Назва «Кораб арцибіскупський» пов'язана із зображеним на фасаді «Корабом», родовим гербом архієпископа Ласького.
В описі 1786 року вежа згадується як «Судова» (пол. «Sądowa»). Назва «Біла», яку часто вживають у популярних виданнях, не має документального підтвердження. Водночас кілька веж, згадуваних у реєстрах XVI століття, характеризуються як «білі вежі» (лат. «turri nixta»), оскільки їхні стіни тинькували вапняним розчином.

## Згадка в історичних джерелах
Ласька вежа, як ідеться в описі 1544 року, «здавна сама поставлена і змурована». Навколо неї «з фундаменту скелі знову муром похило навколо аж нагору до тієї башти змуровано і муром виведено 27 ліктів на висоту 19 ліктів». Це була житлова вежа — донжон. Усередині вежі містилась кімната, з боку Денної вежі — «старостинська ізба», тобто помешкання старости. З-поміж подільських старост джерела згадують Грановського, Петра Монткирдовича, Гедигольда, Довгирда.
Про вежу є також згадка в описі «Інвентар і люстрація староств Кам'янецького та Летичівського» за 1613 рік:

| «Вежа Ласька в честь її засновника названа, у неї внизу перший ярус в рівень із землею, підлога цегляна, вікно з ґратами, двері на завісах із замком. Другий ярус, на якому зброярі зберігають гарматні припаси; вікно з ґратами, двері на завісах із замком. Третій ярус під поганим дахом. Поруч цих мурів з фундаменту прибудований кам'яний будинок великий з перекриттям вже трухлявим, вікон у ньому три, двері дерев'яні на завісах, перед будинком сіни, із сіней кімнатка склепінна, ділиться надвоє, в одній частині прохід (до вбиральні) випав, потрібно або його збудувати, або замурувати, бо дірка придатна для втечі в'язнів, у другій частині вікно для стрільби, до неї одні двері на завісах, один засув і замок внутрішній, вікно з ґратами; там депозит його милості пана підкоморія подільського, а в сінях вікно одне від замку з ґратами, двері на завісах; на цьому ж будинку сіни і зал покриті ґонтом, в якому одна велика фігура»[3][4]. |

## Історія

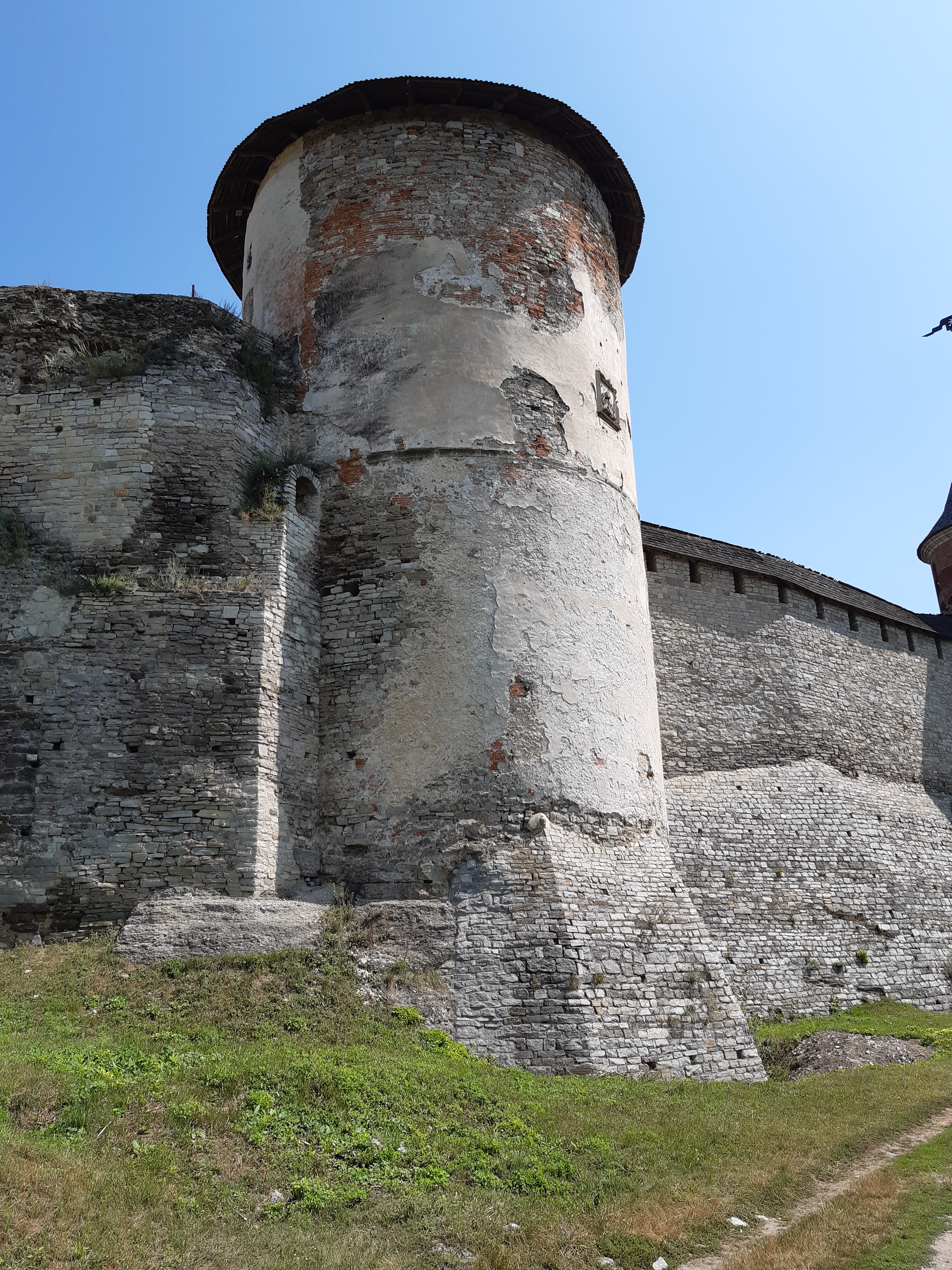
Краєвид із півдня

Вежу звели у другій половині XV століття на зламі замкового муру на півдні, з боку плато Татариська, звідки наступали татари.
Реконструкцію завершили на початку XVI століття.
1544 року військовий інженер й архітектор Йов Претвич виконав значні ремонтні й будівельні роботи.

## Опис
Розташована на західній половині південно-західних оборонних мурів Старого замку.
Циліндрична, чотириярусна вежа поставлена на переломі оборонного муру і на перепаді двох терас із різницею в 10,5 м. Діаметр башти — 11,5 м, товщина стін на рівні першого ярусу — 3 м. Висота стін — 22,5 м. Знизу стіни вирішені як ескарпові. Весь обсяг вежі розбитий білокамінною профільованою смугою. Перекриття в першому ярусі — півсферичне кам'яне склепіння. Портал першого ярусу періоду раннього ренесансу, в якому збереглися елементи готики; два портали другого ярусу 1544 року вирішені в простих формах. Сходи в підвальний ярус кам'яні, в другому і третьому ярусах — внутрішньостінні. Фасади оштукатурені. Над білокамінною смугою збереглася плита з геральдичними знаками.
На фасаді вежі встановлена пам'ятна дошка з «Корабом», родовим гербом архієпископа Яна Ласького, та єпископським атрибутом — митрою. Аналогічний герб прикрашає східний фасад Лянцкоронської вежі
На архітравному блоці західного фасаду вежі вирізьблено латиною:
Напис перекладається як: «Вірний друг рідкісніший за фенікса».

## Реставраційні роботи
У 1946—1952 роках провели консерваційні роботи фортеці. У 1960-х роках під керівництвом архітектора-реставратора Євгенії Пламеницької проводились планомірні архітектурно-археологічні дослідження укріплень Старого замку. Державний науково-дослідний інститут теорії та історії архітектури та містобудування опрацював Генеральну програму консерваційно-реставраційних робіт по Старому замку та архітектурну концепцію реставрації, розроблену Є. Пламеницькою. У 1960—1980-х роках здійснили консервацію та реставрацію значної частини замкових укріплень, зокрема і Денної вежі
Нові масштабні реставраційні роботи провели згідно з «Перспективною програмою консерваційних і реставраційних робіт по комплексу Старого і Нового замків» 1999 року, автором якої була дочка Євгенії Пламеницької Ольга Пламеницька.